# الإمبراطور غاوزونغ من تانغ
الإمبراطور غاوزونغ من تانغ (بالإنجليزية: Emperor Gaozong of Tang)‏ (و. 628 – 683 م) هو ذو سيادة، من سلالة تانغ الحاكمة، ولد في شيان، توفي في لويانغ، عن عمر يناهز 55 عاماً.

## مناصب
تولى منصب إمبراطور الصين، وإمبراطور.